# 國家應變計劃
國家應變計劃（英文：National Response Plan，縮寫：NRP），是美國一個用來应对突发事件的国家计划。這些「突发事件」包括自然灾害和恐怖袭击。於2004年12月，國家應變計劃正式生效。於2008年，國家應變計劃正式被国家應變框架取代。

## 背景
美國政府在危機應變方面一直都非常消極。於1803年，美國政府通過了1803年的国会法，並向受火災嚴重影響的朴次茅斯提供援助，而是次援助為美國於19世紀中唯一一次大型灾害應變行動。在接著的150年裡，联邦政府都很少參與危機應變相關的事宜，直至1950年，美國的联邦民防法獲通過為止。
在1979年前，联邦政府還沒有一套全面的應變计划。於1979年，當時的美國總統吉米·卡特签署了一项行政命令，而這個命令是創立聯邦緊急事務管理署。聯邦緊急事務管理署是首個负责从多个机构手中收集突发事件資訊的政府機構。於1988年，斯塔福德救灾和紧急援助法正式成為法律。此援助法建立了一個联邦對州政府和地方政府的援助系统，並要求所有州份准备独立的紧急行动计划。另外，此援助法亦要求联邦紧急事务管理局长准备一个联邦应急计划。联邦应急计划汇聚了多个组织以協助各州份备灾和救灾。而全国应急计划則通过環境保護局扩增了联邦应急计划。雖然全国应急计划早於1968年便存在，但其有效範圍僅僅在石油泄漏事故方面。政府於1973年因清洁水法生效而將有害物质泄漏事故納入其管轄範圍，因此起了扩增联邦应急计划的效果。於1980年，综合环境反应、补偿及责任法（又稱超级基金）獲通過，令联邦应急计划的範圍再擴大。於1992年，前總統比尔·克林顿委任了詹姆斯·李·威特為聯邦緊急事務管理署署長。威特上任後，將聯邦緊急事務管理署的工作範圍擴大為對各种灾害都制定一套紧急规划方法。
於1994年10月，联邦民防法被納入斯塔福德救灾和紧急援助法。於1996年，联邦辐射应急预案正式生效。同時，核管理委员会和聯邦緊急事務管理署合力制定了一個應對美國本土上的放射性紧急事件的計劃。这些突发事件包括发生在固定的核设施內的核事故、在运输放射性材料的过程中發生的意、核武器在军事科研设施中的研發或試驗期間發生的錯誤、卫星墜落地球和恐怖袭击。到1996年，聯邦緊急事務管理署制定了一個供不同州份制定个性化的紧急行动计划的指导方针。這個指导方针被称为「一切危险的紧急行动计划指南」。於2003年，国土安全部正式成立，而聯邦緊急事務管理署成為国土安全部轄境下的一個部門。

## 执行情况
国土安全部自成立起，便一直规划國家應變計劃。於2004年12月，國家應變計劃正式生效。在美國本土上，國家應變計劃負責應付自然灾害和恐怖袭击。而在實施方面，在自然灾害發生時，都會先由地方政府解決事件。若地方政府無法獨自解決事件的時候，州政府就會提供援助。若州政府仍然早不能解決問題，聯邦政府就會提供援助。而在大规模突发事件發生時，国土安全部便要承担主要责任，並確保在相關方面的专业人士能隨時應付突发事件。政府這樣做是為了確保地方政府、州政府和聯邦政府之間的合作協調。於2006年5月25日，国土安全部更新了计划。於2007年9月10日，国土安全部发布了国家應變框架的一份草案副本，並計劃以国家應變框架取代國家應變計劃。於2008年3月22日，国家應變框架正式取代國家應變計劃。

## 时间轴
- 2005年8月30日：國土安全部長邁克爾·切爾托夫於2005年8月29日颶風卡特里娜吹襲墨西哥湾沿岸翌日執行了国家应急计划。
- 2005年9月22日：因飓风丽塔提前登陆，切爾托夫宣佈這次飓风來襲為全國性事件，並因此向德州提供援助。